# Tractat de Badajoz (1267)
El Tractat de Badajoz fou un tractat signat a la ciutat de Badajoz el 16 de febrer de 1267 entre Alfons X de Castella i Alfons III de Portugal.
Per la signatura d'aquest tractat s'establien línies d'assistència mútua i amistat, i es definia la frontera entre el Regne de Portugal i la Corona de Castella, reconeixent la integració de l'Algarve a Portugal i els territoris a l'est del riu Guadiana a Castella, sent cedides per part de Portugal les poblacions d'Aracena, Moura, Serpa, Aroche, Valencia de Alcántara i Marvão i retenint Arronches, Alegrete i Elvas.